# إيليسا يوريو
إيليسا يوريو (بالإيطالية: Elisa Iorio) هي لاعبة جمباز فني إيطالية ولدت في يوم 21 مارس 2003 في مدينة مودينا في إيطاليا. أبرز إنجازاتها هو فوزها بالميدالية البرونزية في بطولة العالم 2019 في منافسة الفرق.